# Гумбольдт (округ, Айова)
Гу́мбольдт (англ. Humboldt County) — округ в США, штате Айова. На 2000 год численность населения составляла 10 381 человек. По оценке бюро переписи населения США в 2009 году население округа составляло 9473 человек. Окружным центром является город Дакота-Сити.

## История
Округ Гумбольдт был сформирован 26 февраля 1857 года.

## География
Согласно данным Бюро переписи населения США площадь округа Гумбольдт составляет 1125 км².

### Основные шоссе
- Шоссе 169
- Автострада 3
- Автострада 15
- Автострада 17

### Соседние округа
- Коссут  (север)
- Райт  (восток)
- Уэбстер  (юг)
- Покахонтас  (запад)

## Демография
По данным переписи населения 2000 года в округе проживало 10 381 жителей. Среди них 22,9 % составляли дети до 18 лет, 20,8 % люди возрастом более 65 лет. 50,1 % населения составляли женщины.
Национальный состав был следующим: 98,1 % белых, 0,8 % афроамериканцев, 0,1 % представителей коренных народов, 0,3 % азиатов, 2,9 % латиноамериканцев. 0,6 % населения являлись представителями двух или более рас.
Средний доход на душу населения в округе составлял $18300. 10,5 % населения имело доход ниже прожиточного минимума. Средний доход на домохозяйство составлял $49027.
Также 86,3 % взрослого населения имело законченное среднее образование, а 15,4 % имело высшее образование.